# Bleskotkowate
Bleskotkowate (Chalcididae) – rodzina błonkówek z nadrodziny bleskotek.

## Zasięg występowania
Przedstawiciele tej rodziny występują na całym świecie.
W Polsce stwierdzono 14 gatunków.

## Budowa ciała
Osiągają 2,5-9 mm długości ciała. Tylna para odnóży bardzo charakterystyczna z wydłużonymi biodrami, silnie zgrubiałymi udami (często o ząbkowanych krawędziach) oraz łukowato wygiętymi goleniami. Ciało zwykle matowe, tylko wyjątkowo z metalicznym połyskiem. Zgrubiałe golenie tylnych nóg często jaskrawo ubarwione.

## Biologia i ekologia
Wszystkie bleskotkowate są parazytoidami. Żywicielami są zwykle motyle oraz muchówki, rzadziej błonkówki, chrząszcze i sieciarki. Gatunki pasożytujące na motylach zwykle składają jaja w młodych poczwarkach, podczas gdy te atakujące muchówki zazwyczaj atakują późne stadia larw.

## Systematyka
Do bleskotkowatych zaliczanych jest 5 podrodzin:
- Chalcidinae
- Dirhininae
- Epitraninae
- Haltichellinae
- Smicromorphinae